# Intermediario assicurativo
Il mediatore di assicurazione, intermediario assicurativo (o in inglese insurance broker) è un professionista il cui compito è quello di mediare tra le compagnie di assicurazioni e i propri clienti o stakeholder, e ha generalmente lo scopo di reperire sul mercato le soluzioni assicurative rispondenti alle esigenze di coloro che si affidano al suo servizio. Solitamente, una rilevante forza contrattuale e una vasta offerta di servizi sono le sue caratteristiche salienti.

## Il servizio prestato dalbrokerassicurativo
Il servizio fornito prevede un'analisi preliminare del rischio da assicurare, allo scopo di ottenere una copertura su misura per il cliente/stakeholder, e la conseguente ricerca delle condizioni più idonee per il medesimo, ricerca basata prevalentemente sulla conoscenza del mercato assicurativo (italiano ed estero) e la capacità di negoziare con le compagnie assicuratrici.
Il broker si occupa infine della gestione delle polizze assicurative stipulate: dalla negoziazione, alla disdetta, vigilando anche sull'andamento della determinazione del danno e sul pagamento dell'eventuale sinistro. È remunerato (sulla base di accordi di libera collaborazione) dalle compagnie, mediante provvigioni commisurate ai premi intermediati, o in alternativa mediante un onorario (fee) pagatogli direttamente dal cliente (caso, quest'ultimo, piuttosto raro).
L'aspetto più curioso dell'attività di brokeraggio assicurativo è quello che il broker viene scelto dall'assicurato, opera mettendosi dalla sua parte (cioè cercando di trovare per lui la copertura idonea al prezzo più conveniente, frutto in genere di una trattativa con l'assicuratore), ma viene remunerato per questo dalla controparte: l'assicuratore.

## Normativa italiana

### Il nuovo Codice delle Assicurazioni
Il Decreto Legislativo 209/2005, recependo la Direttiva Comunitaria 2002/92/CEE sull'Intermediazione, ha istituito il nuovo Codice delle Assicurazioni Private, che sostituisce tutta la precedente normativa relativa al settore delle assicurazioni. Il 16 ottobre 2006 l'ISVAP (Organismo di vigilanza delle assicurazioni private, sostituito nel 2012 dall'IVASS, Istituto per la vigilanza sulle assicurazioni) ha emanato il regolamento n. 5 relativo alla figura dell'intermediario assicurativo, stabilendone le regole di accesso all'attività, le norme di comportamento, gli ambiti di competenza e i requisiti per poter operare. Successivamente, tale regolamento è stato modificato e integrato dal provvedimento n. 2720 del 2 luglio 2009. Il Codice raggruppa tutta la normativa in tema di assicurazioni, tra cui la definizione e la regolamentazione dell'attività degli intermediari.
Dal punto di vista degli operatori, è stato stabilito che, chiunque - persona fisica o giuridica - intenda svolgere attività assicurativa e di intermediazione di polizze, debba essere iscritto al Registro Unico degli Intermediari assicurativi e riassicurativi (RUI), curato direttamente dall'IVASS e suddiviso in 5 sezioni: 
- Sezione A: agenti assicurativi;
- Sezione B: broker;
- Sezione C: produttori diretti;
- Sezione D: banche, SIM, intermediari finanziari e Poste Italiane;
- Sezione E: addetti all'attività d'intermediazione operanti per conto dell'intermediario iscritto nelle sezioni A, B e D, ma al di fuori dei suoi locali.

Il legislatore ha poi fissato le regole di comportamento che gli intermediari devono rispettare nell'esercizio dell'attività, nello spirito di garantire la massima tutela dell'assicurato. Sono state pertanto introdotte norme che garantiscano l'integrità dell'intermediario, obblighi di natura patrimoniale, di aggiornamento professionale e di informativa pre-contrattuale.

### Requisiti di integrità
Un'azienda che intenda iscriversi alla sezione B del RUI deve:
- avere la sede legale in Italia;
- non essere assoggettata a procedure di fallimento, concordato preventivo, amministrazione straordinaria o liquidazione coatta amministrativa;
- non essere sottoposta ai divieti e decadenze previste dalla normativa antimafia;
- avere affidato la responsabilità dell'attività di intermediazione ad almeno una persona fisica iscritta nella sezione del registro al quale la medesima chiede l'iscrizione. Nelle società iscritte nella sezione del registro di cui all'articolo 109, comma 2, lettera b), il rappresentante legale e, ove nominati, l'amministratore delegato e il direttore generale devono essere iscritti nella medesima sezione del registro;
- deve altresì avere stipulato la polizza di assicurazione della responsabilità civile professionale di cui all'articolo 110, comma 3, per l'attività di intermediazione svolta dalla società, dalle persone fisiche di cui al comma 2, nonché per i danni arrecati da negligenze, errori professionali e infedeltà dei dipendenti, dei collaboratori o delle persone del cui operato deve rispondere a norma di legge.[4]

## Classifica deibrokerassicurativi mondiali
La rivista Best's Review nel numero di luglio 2015 riporta questa classifica per total revenues 2014:
1. Marsh & McLennan Cos. ($ 13.00 miliardi)
2. Aon Plc. ($ 12.05 miliardi)
3. Arthur J. Gallagher & Co. ($ 4.63 miliardi)
4. Willis Group Holdings Inc. ($ 3.80 miliardi)
5. BB&T Insurance Holdings Inc. ($ 1.71 miliardi)
6. Jardine lloyds Thompson Group plc ($ 1.71 miliardi)
7. Brown & Brown Inc. ($ 1.58 miliardi)
8. Wells Fargo Insurance ($ 1.50 miliardi)
9. Hub International Ltd. ($ 1.29 miliardi)
10. Lockton Inc. ($ 1.24 miliardi)
11. NFP Corp.
12. USI Insurance Group Inc.
13. Meadowbrook insurance Group Inc.
14. AmWINS Group Inc.
15. CBIZ Inc.
16. Alliant Insurance Services Inc.
17. AssuredPartners Inc.
18. Cooper Gay Swett & Crawford
19. Confie Seguros
20. CNinsure Inc.